# Stary Jawor (Jawor)
Stary Jawor (niem. Alt Jauer) – część miasta Jawora, dawniej oddzielna miejscowość.

## Nazwa
12 listopada 1946 r. nadano miejscowości polską nazwę Stary Jawor.

## Historia
W 1933 r. w miejscowości mieszkało 1358 osób, a w 1939 r. – 1337 osób

## Infrastruktura
Do dzielnicy od 20 grudnia 2017 r. docierają autobusy komunalnej komunikacji miejskiej.